# 그랑송역
그랑송역(프랑스어: Gare de Grandson)은 스위스 보주의 그랑송 지자체에 있는 기차역이다. 스위스 연방 철도의 표준궤 쥐라풋선의 중간 정류장이다.

## 운행편
2021년 12월 시간표 변경에 따라 그랑송에서 다음 서비스가 정차한다.
- 레기오 : 이베르동레벵과 뇌샤텔 사이의 러시아워 서비스.
- RER 보 S1 / S5 : 로잔까지 30분 운행, 베 (주중) 또는 에이글(주말)까지 매시간 운행; 에이글 또는 베에서 생모리스까지 제한된 서비스.